# Plaisir esthétique
Pour les articles homonymes, voir Esthétique (homonymie).
Le plaisir esthétique est une émotion suscitée par une œuvre artistique ou par un objet, un paysage naturel. Le plaisir esthétique est une notion philosophique déjà présente dans La Poétique d'Aristote et développée par les théoriciens de l'École de Constance. Le plaisir esthétique ne nécessite pas de connaissances particulières pour être ressenti, d'après Emmanuel Kant.

## Approche synchronique

### Face à la nature
Le plaisir esthétique face à la nature est une réaction aux stimuli essentiellement visuels face à un beau paysage, des phénomènes météorologiques (arc-en-ciel...) ou face à des animaux (coraux, poissons ou oiseaux multicolores ou avec des formes particulières (hippocampe par exemple), ou des végétaux (arbres remarquables, fleurs...). Une grande partie de l'horticulture est basée sur le plaisir esthétique que suscitent les fleurs, même s'il s'agit ici d'une nature "apprivoisée". Les jardins et les parcs constituent une structure hybride où on peut apprécier à la fois l'esthétique architecturale et l'esthétique de la nature. Les cabinets de curiosité se sont développés en partie sur le plaisir esthétique que procurent les échantillons présentés.  

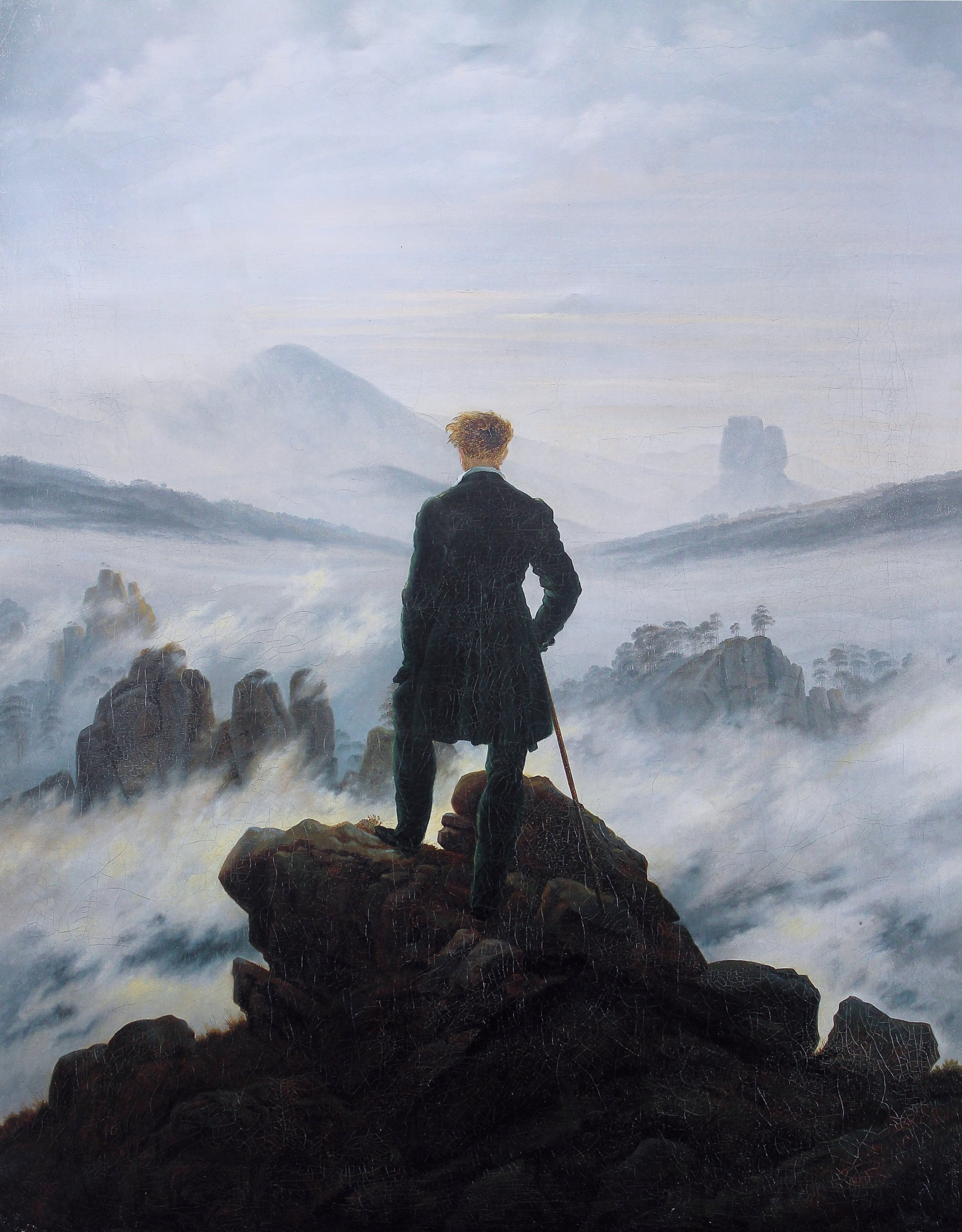
Ce tableau romantique de Friedrich est une illustration commune du sentiment de la nature.